# Rio Salgadinho
Rio Salgadinho är ett vattendrag i Brasilien.   Det ligger i delstaten Paraíba, i den östra delen av landet, 1 700 km nordost om huvudstaden Brasília.
Omgivningarna runt Rio Salgadinho är huvudsakligen savann. Runt Rio Salgadinho är det ganska tätbefolkat, med 62 invånare per kvadratkilometer.